# Street Livin'
Street Livin' è un singolo del gruppo musicale statunitense Black Eyed Peas, pubblicato il 9 gennaio 2018.

## Descrizione
Il brano rappresenta la prima pubblicazione di materiale inedito da parte del gruppo dai tempi di The Beginning del 2010 nonché il primo a seguito dell'abbandono di Fergie dalla formazione, ritornato un trio. Il testo ruota attorno a questioni sociali come il complesso industriale della prigione, l'immigrazione, la violenza armata e la brutalità della polizia. Dal punto di vista musicale, Street Livin' rappresenta un ritorno alle sonorità hip hop che hanno contraddistinto gli esordi del gruppo.
Il brano è stato successivamente incluso come bonus track dell'edizione giapponese del settimo album Masters of the Sun Vol. 1, uscito nello stesso anno.

## Video musicale
Il video musicale, girato in bianco e nero, è stato diretto da Pasha Shapiro e mostra le bocche del trio sovrapposte a fotografie di personaggi legati a scenari storici.

## Tracce
Testi e musiche di will.i.am, apl.de.ap, Taboo e Joshua "Mooky" Alvarez.
1. Street Livin' – 3:05

## Formazione
Gruppo
- will.i.am – voce, batteria
- apl.de.ap – voce
- Taboo – voce

Altri musicisti
- Keith Harris – basso, tastiera
- Lauren Evans – voce

Produzione
- will.i.am – produzione, tracker
- Keith Harris – produzione
- Dylan "3-D" Dresdow – missaggio, mastering